# Trolejbusová doprava v Batumi
V gruzínském městě Batumi byla do roku 2005 v provozu malá trolejbusová síť.
Trolejbusy vyjely poprvé do batumských ulic dne 6. listopadu 1978. Síť se postupně zvětšovala a největšího rozsahu dosáhla roku 1985. Tehdy byly v provozu 3 trolejbusové linky o délce 41 km, které obsluhovalo 41 vozidel. Na začátku 90. let 20. století byla zrušena městská linka č. 1, v roce 1998 přestaly trolejbusy jezdit na lince 1. V provozu tak zůstala jediná linka č. 2 mezi centrem Batumi a osadou Chelvačauri, která byla zrušena v roce 2005.
V Batumi byly kromě ruských trolejbusů ZiU-9 (celkem 60 vozidel) v provozu také československé vozy Škoda 9Tr (dodáno 16 kusů) a Škoda 14Tr (2 vozidla, která byla zakoupena ve druhé polovině 80. let 20. století). V roce 1985 byl vozový park rozšířen o dalších šest ojetých trolejbusů 9Tr původem z Tbilisi. V roce 2003 byl vozový park tvořen dvěma provozními trolejbusy 9Tr, třemi ruskými ZiU-9 (taktéž v provozu) a dvěma odstavenými vozy 14Tr.